# Frunze Dovlatjan
Frunze Dovlatjan (Gavar, 1927. május 26. - Jereván, 1997. augusztus 30.) szovjet-örmény filmrendező, színész.

## Életpályája
A második világháború kitörése után családjával Jerevánba költözött, és a Központi Úttörőpalota színjátszócsoportjának tagjaként szerepelt. Tanulmányait félbehagyva vidéki színész lett, majd Jerevánban a Szundukjan Színházban statisztált. Közben a Jereváni Állami Színház Stúdiójában folytatott színi tanulmányokat. 1944-ben lépett először kamera elé. Később a moszkvai Filmművészeti Főiskola rendező szakán Szergej Geraszimov filmrendező növendékeként tanult. Diplomáját 1960-ban kapta meg. Alkotói pályáját a Gorkij Filmstúdióban Lev Mirszkijjel együtt kezdte. Önálló művei közül nálunk is sikert aratott a Jó napot, én vagyok! (1965), amelyet a szovjet új hullám jeles alkotásai közé soroltak.

## Filmjei

### Filmrendezőként
- Ügyefogyott Rómeó (1961)
- Reggeli vonat (Utrenniye poyezda, 1963)
- Jó reggelt, én vagyyok! (Zdravsztvuj, eto ja!, 1965)

### Színészként
- David Bek (1944)
- Anahit (1947)
- Labirintus (1995)